# Christophe Kalfayan
Christophe Kalfayan (Antibes, Francia, 26 de mayo de 1969) es un nadador retirado especializado en pruebas de estilo libre. Fue subcampeón de Europa en la prueba de 50 metros libres durante el Campeonato Europeo de Natación de 1993 y en el de 1995.
Representó a Francia en los Juegos Olímpicos de Seúl 1988, Barcelona 1992 y Atlanta 1996.

## Palmarés internacional
| Campeonato Europeo de Natación | Campeonato Europeo de Natación | Campeonato Europeo de Natación | Campeonato Europeo de Natación |
| Año                            | Lugar                          | Medalla                        | Prueba                         |
| ------------------------------ | ------------------------------ | ------------------------------ | ------------------------------ |
| 1989                           | Bonn (Alemania)                | Medalla de plata               | 4x100 m libres                 |
| 1991                           | Atenas (Grecia)                | Medalla de plata               | 4x100 m estilos                |
| 1993                           | Sheffield (Reino Unido)        | Medalla de plata               | 50 m libres                    |
| 1995                           | Viena (Austria)                | Medalla de plata               | 50 m libres                    |